# Corythucha caelata
Corythucha caelata är en insektsart som beskrevs av Philip Reese Uhler 1884. Corythucha caelata ingår i släktet Corythucha och familjen nätskinnbaggar. Inga underarter finns listade i Catalogue of Life.